# Bathylaimoides filicaudatus
Bathylaimoides filicaudatus is een rondwormensoort uit de familie van de Tripyloididae. De wetenschappelijke naam van de soort is voor het eerst geldig gepubliceerd door Schuurmans Stekhoven & Adam.